# 鹽埕大舞台威靈宮
大舞台威靈宮，位於臺灣高雄鹽埕埔的一間廟宇，主祀保生大帝，分靈自澎湖縣白沙鄉後寮威靈宮。
因為威靈宮位於大舞台戲院的附近，因此才會冠名「大舞台威靈宮」。

## 歷史
澎湖白沙鄉後寮的旅高人士，有感於家鄉保生大帝威靈顯赫，欲繼行濟世之宿願，於是在日治時期大正十五年（1926年、民國15年），塑像奉祀，鳩資建廟，後開始濟世扶鸞，為信眾服務、治病。1970年，信眾因深感廟宇破舊不堪，而共同發起重建委員會，1971年完工。
2016年，舉辦「高雄大舞台威靈宮建廟90周年五朝祈安清醮」。

## 祀神
鹽埕大舞台威靈宮主祀保生大帝，配祀福德正神、註生娘娘、中壇元帥、太歲星君、虎爺。

## 外部連結
- 鹽埕大舞台威靈宮 facebook （页面存档备份，存于）

- 澎湖傳香：高雄鹽埕區大舞台威靈宮-微廟網 （页面存档备份，存于）

- 保生大帝參拜巡禮-鹽埕區威靈宮（页面存档备份，存于）